# Caio gschwandtneri
Caio gschwandtneri är en fjärilsart som beskrevs av Karl Schawerda 1925. Caio gschwandtneri ingår i släktet Caio och familjen påfågelsspinnare. Inga underarter finns listade i Catalogue of Life.